# Malampa
Malampa je jednou ze šesti provincií Vanuatu. Nachází v centru země a skládá se ze tří hlavních ostrovů: Malakuly, Ambrymu a Paamy.
Jméno provincie je odvozeno z počátečních písmen hlavních ostrovů: MALakula, AMbrym, Paama.
Mimo ně obsahuje řadu dalších ostrovů: Uripiv, Norsup, Rano, Wala, Atchin, Vao a sopečný ostrov Lopevi (v současné době neobydlený). Zahrnuty jsou také Maskelyny a některé další malé ostrůvky podél jižního pobřeží Malakuly.

## Obyvatelstvo
| Název ostrova       | Počet obyvatel (2009) |
| ------------------- | --------------------- |
| Malakula            | 22 934                |
| Ambrym              | 7 275                 |
| Paama               | 1 627                 |
| Maskelynské ostrovy | 1 022                 |
| Vao                 | 898                   |
| Atchin              | 738                   |
| Akhamb              | 646                   |
| Uripiv              | 384                   |
| Rano                | 304                   |
| Wala                | 270                   |
| Tomman              | 253                   |
| Avock               | 241                   |
| Norsup              | 88                    |
| Uri                 | 28                    |
| Khoti               | 14                    |
| Arseo               | 0                     |
| Lopevi              | 0                     |